# 피터 카터 (테니스 선수)
피터 카터(영어: Peter Carter, 1964년 8월 9일 ~ 2002년 8월 1일)는 오스트레일리아의 테니스 선수이자 코치였다. 1985년 대런 케이힐과 함께 멜버른 테니스 토너먼트에서 복식 부분에서 우승하였다.
1991년부터 1995년, 1997년부터 1998년까지 로저 페더러의 코치를 하였다. 카터는 페더러가 프로 테니스 선수가 될 때까지 코칭을 했다. 그는 또한 2001년과 2002년 스위스 데이비스 컵 팀의 코치이기도 했다.
2002년 남아프리카 공화국에서 여행하던 중 자동차 사고로 사망하였다.